# Orage (entreprise)
Pour les articles homonymes, voir Orage (homonymie).
Orage est un manufacturier québécois de vêtements de ski (surtout alpin) et de vêtements sportifs d'hiver en général,.
Les vêtements Orage, vendus entre 250 et 600 $ l’unité, sont conçus à Longueuil et fabriqués en Asie depuis 1996.
Le réalisateur Ben Lalande a signé la dernière campagne publicitaire de la marque québécoise Orage, un projet ambitieux qui a été filmé à la fois en Alaska et dans la Death Valley en Californie. Cette production a offert à Lalande une liberté créative totale, lui permettant de prendre en charge non seulement la réalisation, mais aussi des aspects techniques tels que la direction de la photographie, le montage, la conception sonore et la colorisation. Le film publicitaire, à l'image de son créateur, reflète parfaitement une vision artistique et un style unique.